# Hanscom Air Force Base
La Hanscom Air Force Base è una base militare dell'United States Air Force, gestita dall'Air Force Materiel Command e situata vicino alla città di Bedford, nel Massachusetts.

## Informazioni Generali
La struttura odierna è stata attivata nel 1941, e prende il nome da Laurence G.Hanscom, pilota privato morto nel 1941 in un incidente aereo.

## Unità
Attualmente l'unità ospitante è il 66th Air Base Group, AFLCMC.